# Chiesa di San Geminiano (Venezia)
La chiesa di San Geminiano era un edificio sacro di Venezia, ubicato nel sestiere di San Marco, in piazza San Marco, di fronte alla basilica. È stata demolita nel 1807.

## Storia
Si hanno notizie di antichissima origine del primo nucleo della chiesa, voluta da Narsete nel VI secolo al centro dell'attuale piazza San Marco. Resti di questa chiesa sono riemersi alla luce durante degli scavi all'interno della piazza nel febbraio 2024. Venne riedificata nel XII, spostata all'estremità della piazza e riorientata con la facciata verso la basilica nel quadro del rinnovamento dell'area.
Una nuova chiesa venne edificata successivamente, inizialmente su progetto di Cristoforo da Legname a partire dal 1505; nella seconda metà del XVI secolo fu però Jacopo Sansovino a determinare l'assetto architettonico finale della chiesa, dando importanza al lato occidentale di piazza San Marco.
Il destino della chiesa è legato alla figura di Napoleone, che nel 1807 fece abbattere la chiesa, per edificare l'attuale ala Napoleonica, dove voleva che avesse luogo la propria sala da ballo.
Oggi, sotto le arcate dell'ala Napoleonica, una lapide sul pavimento ricorda ai passanti il luogo della costruzione del Sansovino.

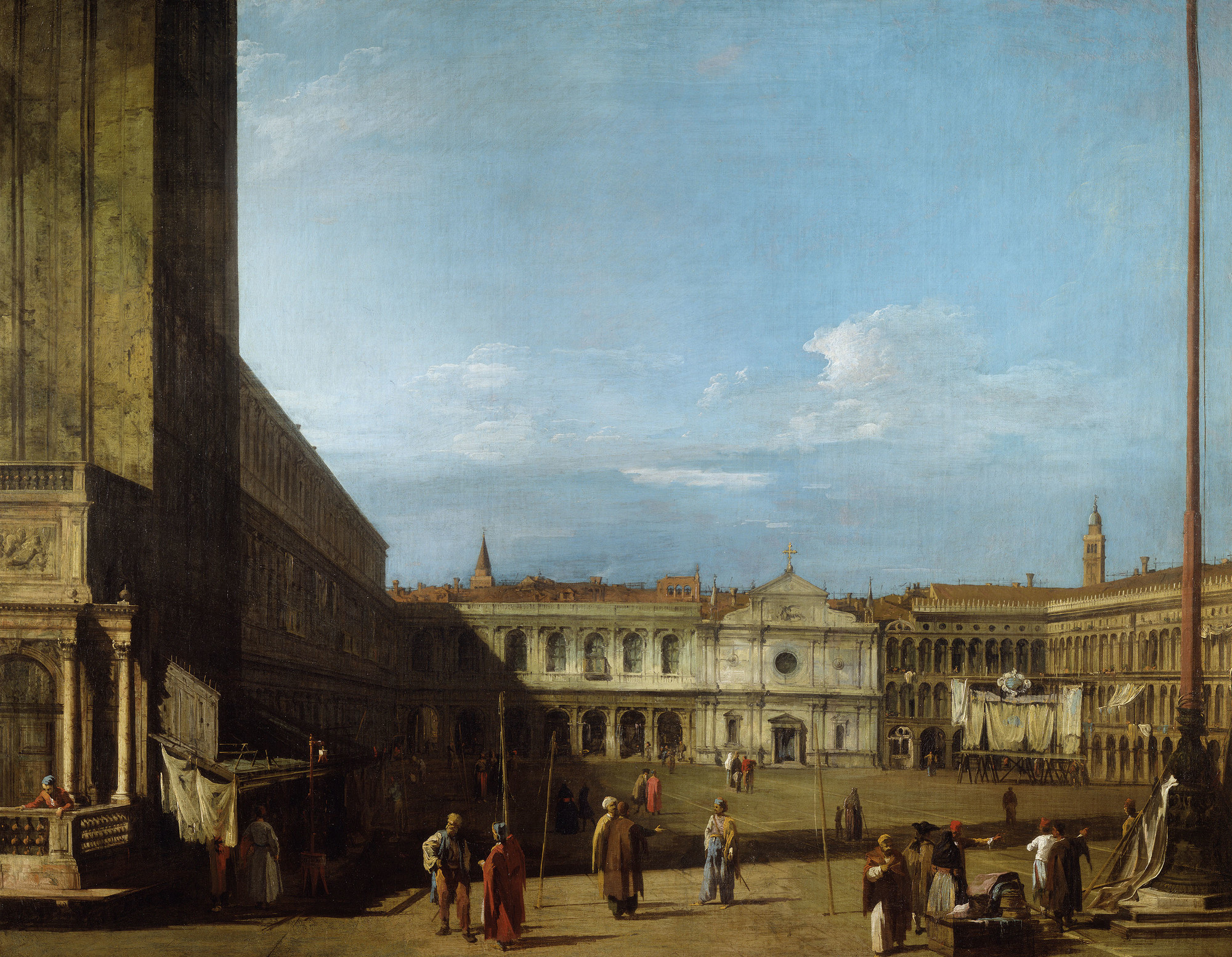
Canaletto, Piazza San Marco verso la chiesa di San Geminiano, 1723-24, Royal Collection

## Descrizione

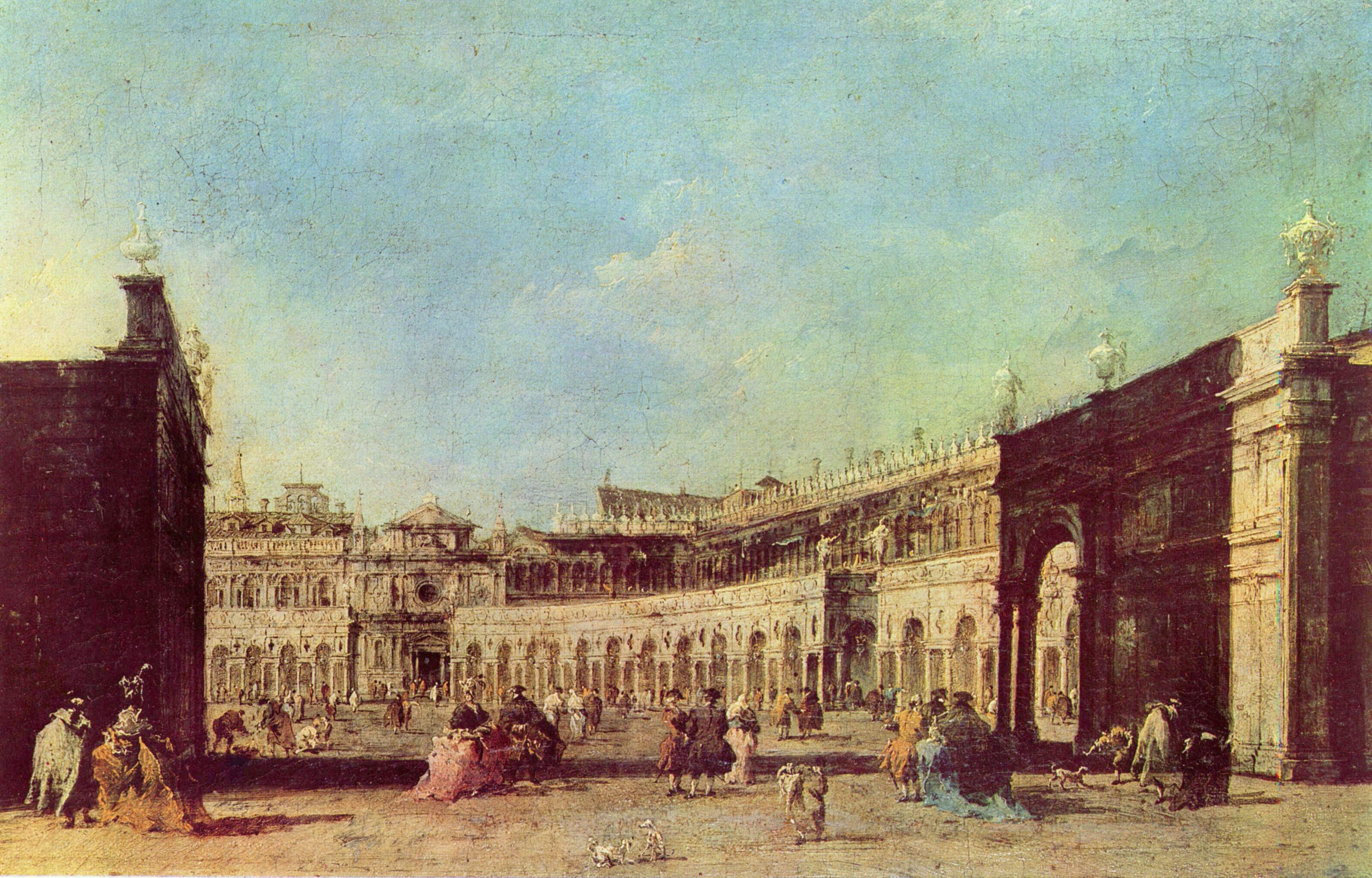
Francesco Guardi, Piazza San Marco verso la chiesa di San Geminiano, Vienna, Kunsthistorisches Museum

La chiesa di San Geminiano si mostrava con le sue eleganti forme rinascimentali incastonata tra Procuratie Vecchie (a destra) e Procuratie Nuove (a sinistra), facendo da cesura e dando movimento al lato corto della piazza.
La facciata era a salienti, sovrastata al centro da un frontone e ai lati da due pinnacoli. Coppie di colonnine corinzie collaboravano alla tripartizione della facciata, caratterizzata da quattro aperture: il portale, due ampie monofore a tutto sesto e, in alto, il rosone.

Il Sansovino, orgoglioso di quest'opera, scelse una cappella adiacente per esservi sepolto insieme ai figli; al momento della distruzione il corpo fu spostato alla Madonna della Salute.
L'altare maggiore di San Geminiano è stato conservato e fa oggi da altare alla chiesa di San Giovanni di Malta, mentre diverse parti superstiti di San Geminiano sono state usate per l'edificazione della chiesa del Nome di Gesù, di pochi anni successiva all'abbattimento dell'opera del Sansovino; già dall'epoca della demolizione dell'edificio, al contrario, risulta disperso il crocifisso di marmo, scolpito dal veneziano Bartolomeo Modolo, un tempo situato sull'altare della sacrestia.